# Aiteta trigoniphora
Aiteta trigoniphora är en fjärilsart som beskrevs av George Francis Hampson 1897. Aiteta trigoniphora ingår i släktet Aiteta och familjen trågspinnare. Inga underarter finns listade i Catalogue of Life.